# Barrage d'Altunhisar
Le barrage d'Altunhisar (en turc Altunhisar barajı) est un barrage en Turquie dans le district d'Altunhisar de la province Niğde.

## Source
- (en) Site de l'agence gouvernementale turque des travaux hydrauliques